# Las Palmas, Mexico City
Las Palmas är en ort i Mexiko.   Den ligger i kommunen Milpa Alta och delstaten Distrito Federal, i den sydöstra delen av landet, 26 km sydost om huvudstaden Mexico City. Las Palmas ligger 2 461 meter över havet och antalet invånare är 125.
Terrängen runt Las Palmas är varierad. Runt Las Palmas är det tätbefolkat, med 411 invånare per kvadratkilometer. Närmaste större samhälle är Iztapalapa, 16,2 km norr om Las Palmas. Trakten runt Las Palmas består till största delen av jordbruksmark.